# Alhambra (joc)
Alhambra és un joc d'estil europeu guanyador dels premis Spiel des Jahres i As d'Or del 2003. El seu èxit va propiciar l'aparició de diverses expansions.

## Funcionament
L'objectiu és sumar punts amb els màxims edificis i muralles del Palau de l'Alhambra que li dona nom. Hi ha tres rondes on s'atorguen punts per ser el màxim constructor de cada tipus d'edifici i després s'afegeixen els punts de les muralles connectades. Al seu torn cada jugador pot optar entre tres opcions: agafar diners (de quatre monedes disponibles), construir edifici pagant el valor igual o superior en la moneda indicada de cada carta o bé remodelar el palau intercanviant dues peces o col·locant una emmagatzemada. El palau pot créixer en qualsevol direcció sempre que les muralles no tallin el pas interior entre edificis.
L'estratègia rau a combinar bé les peces i cobrar a cada torn màxima quantitat i diversitat de monedes per poder optar a tots els edificis possibles. Si es paga el preu exacte, es repeteix torn, fet que atorga un fort avantatge.